# William James Beal
William James Beal (Adrian, 11 de marzo de 1833-Amherst, 12 de mayo de 1924), fue un botánico estadounidense.

## Biografía
Beal nació en Adrian (Míchigan), de William Beal y Rachel Comstock, sus padres fueron pioneros colonos/agricultores cuáqueros del estado de Nueva York. Beal creció en un terreno boscoso rodeado de plantas y animales autóctonos. Se casó con Hannah Proud en 1863. 
Estudió en la Universidad de Michigan, donde obtuvo una licenciatura en 1859 y un máster en biología en 1862; también obtuvo una licenciatura en botánica por la Universidad de Harvard en 1865, un máster en biología por la Universidad de Chicago en 1875 y varios títulos honoríficos. Entre 1858 y 1861 fue profesor de Ciencias Naturales en la Friends Academy de Union Springs, Nueva York.

## Trayectoria
Fue profesor de Botánica en la Universidad de Chicago entre 1868 a 1870, y luego fue docente en el Colegio de Agricultura de Míchigan (hoy, Michigan State University), siendo profesor de Botánica de 1871 a 1910, y conservador del Museo de 1882 a 1903. También fue director de la Comisión Forestal del estado de 1889 a 1892. Fue un líder clave del movimiento experimental de botánica agrícola en la universidad.
Durante su labor en el Colegio de Agricultura de Míchigan hizo varios experimentos con semillas, incluyendo uno sobre su capacidad de germinación con el paso del tiempo, para el que se siguen realizando pruebas en intervalos de 20 años, la última de ellas fue el 15 de abril de 2021.
Sus investigaciones en el MAC incluyeron el uso de la fertilización cruzada para aumentar el rendimiento del maíz indio de 8 hileras al maíz híbrido de 24 hileras. Sus contribuciones le situaron como «uno de los pioneros en el desarrollo del maíz híbrido» a finales del siglo XIX. Utilizando sus técnicas, Beal fue capaz de producir cultivos que florecían antes, eran más resistentes, tenían más vigor y poseían «mejores cualidades» que las variedades cultivadas tradicionalmente. Comenzó a realizar estos experimentos en 1878. También realizó los primeros experimentos con césped en la universidad en 1880.
Beal fundó el Jardín Botánico W. J. Beal de la MSU en 1877, convirtiéndolo en el jardín botánico de funcionamiento continuo más antiguo de Estados Unidos.  Fue además uno de los pioneros en el desarrollo de los híbridos de maíz. Fue autor de The New Botany, Grasses of North America, History of Michigan Agricultural College.
En 1887, creó con el profesor Rolla C. Carpenter "Collegeville", el primer vecindario que más tarde sería East Lansing.
Se retiró a Amherst (Massachusetts), donde falleció en 1924.

## Obras publicadas
Fue autor de The New Botany (1882), Grasses of North America (1887), Seed Dispersal (1898) y History of Michigan Agricultural College (1915). 